# Stazione di Heta
La stazione di Heta (戸田?, Heta-eki) è una fermata ferroviaria situata nella città di Shūnan, nella prefettura di Yamaguchi in Giappone. Si trova lungo la linea principale Sanyō della JR West.

## Linee e servizi
JR West
■ Linea principale Sanyō

## Caratteristiche
La fermata è dotata di un marciapiede a isola e uno laterale con tre binari in superficie, di cui uno non in uso, collegati da sovrappassaggio.
| 1 | ■ Linea principale Sanyō | per Tokuyama e Yanai      |
| 2 | ■ Linea principale Sanyō | binario di servizio       |
| 3 | ■ Linea principale Sanyō | per Hōfu e Shin-Yamaguchi |

## Stazioni adiacenti
| «                      | Servizio               | »                      |
| Linea principale Sanyō | Linea principale Sanyō | Linea principale Sanyō |
| ---------------------- | ---------------------- | ---------------------- |
| Fukugawa               | -                      | Tonomi                 |